# Arbeitnehmerkonto
Arbeitnehmerkonten (auch: Beschäftigungskonten genannt, englisch Unemployment Insurance Savings Accounts) sind ein Alternativmodell zur klassischen Arbeitslosenversicherung. Der Schutz vor den finanziellen Folgen der Arbeitslosigkeit wird dadurch erreicht, dass Arbeitnehmer verpflichtend einen Teil ihres Einkommens auf ein individuelles Konto einzahlen. Im Falle von Arbeitslosigkeit kann der Arbeitslose dann Geld von seinem Konto entnehmen. Bei Erreichen des Rentenalters kann der Kontoinhaber frei über das angesammelte Kapital verfügen. Arbeitnehmerkonten basieren auf dem Kapitaldeckungsverfahren, während die klassische Arbeitslosenversicherung auf dem Umlageverfahren basiert.

## Vorteile
Die Abgabenlast für versicherungspflichtige Beschäftigte sinkt, da das gesamte Guthaben auf dem Arbeitnehmerkonto in jedem Fall beim Arbeitnehmer (als zukünftiges Arbeitslosengeld oder zur Rentenaufstockung) verbleibt. Arbeitnehmer bezahlen keinen Arbeitslosenversicherungsbeitrag, der wie eine Steuer wahrgenommen wird, sondern eine monatliche Einzahlung auf ihr Arbeitnehmerkonto – eine Art Zwangssparen.
Dadurch, dass Arbeitslose im Falle der Arbeitslosigkeit auf ihr eigenes Geld auf dem Arbeitnehmerkonto zurückgreifen besteht für die Arbeitslosen ein marktkonformer Anreiz sich eine neue Beschäftigung zu suchen. Dies führt zu erhöhten Suchanstrengungen während und auch vor Beginn der Arbeitslosigkeit, wodurch sich die Arbeitslosigkeit reduziert. Einkünfte aus Nebentätigkeiten müssen nicht auf das Arbeitslosengeld aus Arbeitnehmerkonten angerechnet werden. Dies führt zu vermehrten Nebentätigkeiten und verhindert so auch das Entstehen von Langzeitarbeitslosigkeit und die damit verbundenen psychosozialen Probleme.
Ältere Arbeitnehmer haben eine längere Anspruchsdauer und trotzdem einen hinreichenden Anreiz zur Arbeitsaufnahme. Bei Eintritt in das Rentenalter steht ihnen zusätzliches Kapital zur Verfügung, mit dem die Rente aufgestockt werden kann. Da das Geld auf dem Arbeitnehmerkonto nicht verloren geht, entfallen Mitnahmeeffekte vollständig. Der Verwaltungsaufwand ist geringer. Eine Unterscheidung in verschuldete und unverschuldete Arbeitslosigkeit ist nicht mehr notwendig. Regelungen (und Gerichtsverfahren) zu Sperrzeiten sind nicht mehr notwendig.

## Nachteile
Die Nachteile des Verfahrens bestehen darin, dass Personen mit sehr unstetem Erwerbsleben und jüngere Arbeitnehmer geringere Anspruchsdauern haben. Für einen ausreichenden Schutz sollte der Beitragssatz zu Arbeitnehmerkonten mindestens ca. 4 % des Bruttoeinkommens betragen. Auch die Inflation kann, vor allem in Zeiten von niedrigen Zinsen, dazu führen, dass sich die Kaufkraft des angesparten Geld mindert.